# Mâm

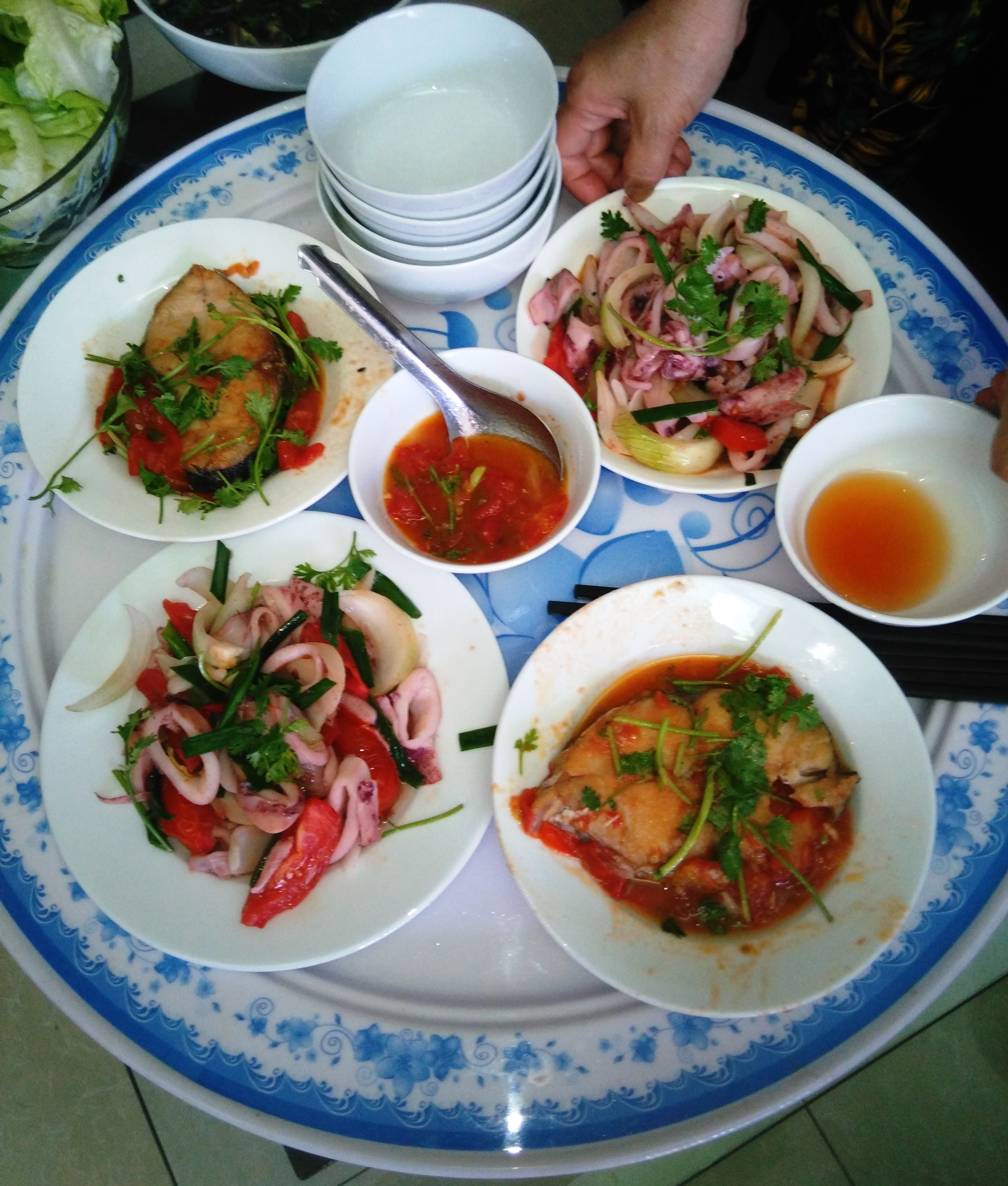
Mâm tròn đựng thức ăn

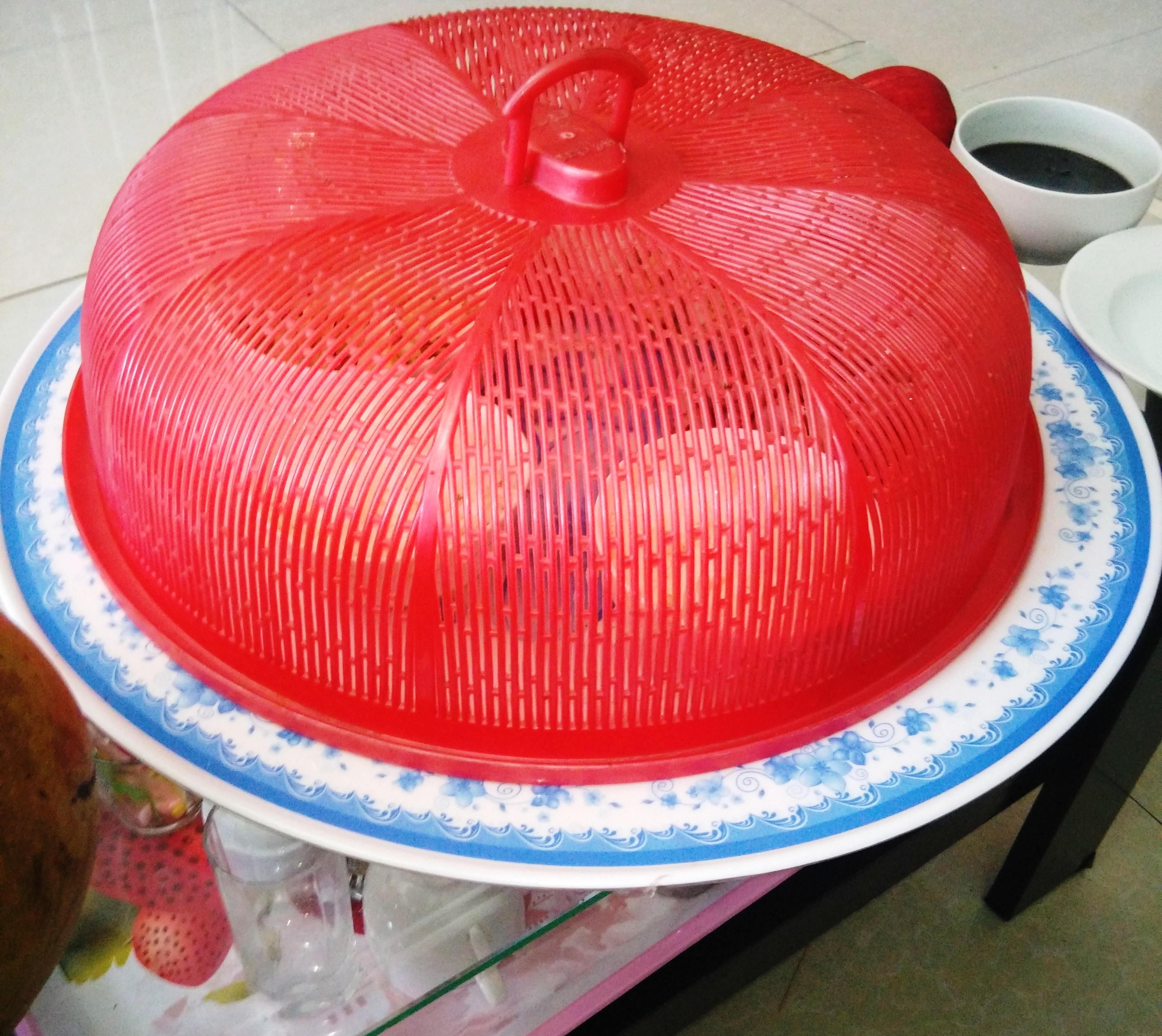
Lồng bàn (cặp lồng) dùng để đậy mâm khỏi ruồi lằng

Mâm là một dụng cụ dùng để xếp, bày thức ăn ở Việt Nam. Mâm dùng để bày thức ăn trong các bữa ăn hàng ngày gọi là mâm cơm; bày thức ăn tại các bữa tiệc (cúng, cưới...) gọi là mâm cỗ; bày đồ ăn để cúng gọi là mâm cỗ cúng... Trong các đám cưới, đám hỏi, bày trầu, cau trên mâm gọi là mâm trầu cau, hay các mâm bia, mâm rượu, mâm hoa quả (ngũ quả), chè thuốc...
Ngày nay, nhiều gia đình ở Việt Nam khi bày biện thức ăn không dùng đến mâm, nhưng tất cả những đồ ăn đó vẫn được gọi là mâm cơm hoặc mâm cỗ...

## Phân loại
Mâm có nhiều loại tùy theo chất liệu như: mâm đồng được làm bằng đồng, mâm thau được làm bằng thau, mâm nhôm được làm bằng nhôm, mâm gỗ được làm bằng gỗ (mâm gỗ mộc, mâm gỗ sơn hay son), mâm nhựa... Ngoài ra, một số hộ gia đình (thường là hộ nghèo) dùng dần, sàng, mẹ để bày cơm cũng gọi là mâm.

## Đặc điểm
Thường mâm có hình tròn, đường kính khoảng 40 – 45 cm có vành rộng 3 – 5 cm. Một số mâm có 3 chân, còn đa số là không có chân. Một số loại mâm được làm bằng kim loại được chạm, khắc hoa văn.

## Trong văn hóa
Trong văn hóa dân gian của Việt Nam, còn có rất nhiều thành ngữ, tục ngữ, ca dao nói về cái mâm trong ẩm thực:
- Câu tục ngữ “Đũa mốc mà chòi mâm son” để nói người ở địa vị thấp kém trong xã hội mà không tự biết mình, muốn giao du với người ở địa vị cao hơn, hoặc giàu có hơn mình.
- Câu “Một mâm cẩn sui không bằng mui cá chuồn” để ca ngợi cái ngon của mui cá chuồn.
- Câu hát “Con quạ nó đứng bên sông; Nó kêu bớ mẹ lấy chồng bỏ con; Một mâm ba bốn dĩa ngon; Dượng ghẻ ních hết để con nhịn thèm” mô tả tâm trạng của một đứa trẻ mồ côi cha, lo rằng mẹ tái giá, gặp phải ông dượng ghẻ ích kỷ, chỉ biết ăn ngon mặc đẹp phần mình, để đứa trẻ chịu thiệt thòi.
- Câu ca dao: “Đôi ta làm bạn thong dong; Như đôi đũa ngọc nằm trong mâm vàng; Bởi chưng cha mẹ nói ngang; Cho nên đũa ngọc mâm vàng cách xa” thể hiện sự sự xứng đôi vừa lứa của đôi bạn trẻ, nhưng do những ý kiến không thống nhất của hai bên cha mẹ nên duyên nợ không thành.